# Ana Torroja
Ana Torroja Fungairiño, 3e markiezin van Torroja (Madrid, 28 december 1959) is een Spaanse zangeres. Ze was de hoofdzanger van de band Mecano, een van de meest populaire popbands uit Spanje in de jaren 1980 en 1990. Mecano viel in 1998 uit elkaar en Torroja ging door met een solocarrière.

## Biografie
Ana Torroja ontmoette José María Cano tijdens haar studie economie en ze werden goede vrienden. Cano introduceerde haar bij zijn jongere broer Nacho. Na enkele oefensessies stelde Nacho voor om een band te vormen. Hiermee werd in 1981 de band Mecano opgericht.
Na zeven albums en groot succes in Europa en Latijns-Amerika begon het continue touren zijn tol te eisen. Torroja kreeg stemproblemen, en de band kondigde in 1993 een tijdelijke stop aan. De broers José en Nacho Cano bleven muziek maken en brachten enkele soloalbums uit. Torroja besloot te gaan reizen, en verhuisde uiteindelijk naar New York waar ze danslessen nam.
In 1997 voelde Torroja zich goed genoeg om de zang weer op te pakken. Ze verhuisde naar Londen voor de opname van haar eerste soloalbum, genaamd Puntos Cardinales. Het album werd geproduceerd door Tony Mansfield, en markeerde een bijzondere verandering voor Ana. Ze schreef zelf de teksten die volgens haar meer vanuit een vrouwelijk perspectief zijn ontstaan. De eerste single van het album heet "A Contratiempo", en was een Spaanstalige cover van een lied van Bette Midler genaamd "Bottomless". Zowel het album als de single kwamen op de eerste plaats in de hitlijsten in Spanje.
Mecano kwam in 1998 samen voor de uitgave van een dubbel-cd met hun grootste hits, aangevuld met zeven nieuwe nummers.
In 2008 besloot Torroja samen te werken met de Duitse artiest Schiller voor de opname van de single "Por qué te vas".
Het vijfde studioalbum, genaamd Sonrisa, kwam uit in oktober 2010. Het album werd geproduceerd door de Venezolaanse Andrés Levin waar Torroja eerder mee had samengewerkt op haar tweede album. Door een auto-ongeluk in 2008 werd het album twee jaar uitgesteld. Tot dusver kreeg Sonrisa goede recensies.

### Privé
Torroja is sinds 2003 getrouwd met Rafael Luque, en heeft een dochter. Na het overlijden van haar vader in 2021 erfde ze de titel markiezin van Torroja.

## Discografie

### Studioalbums (solo)
- Puntos cardinales (1997)
- Points Cardinaux (1997)
- Pasajes de un sueño (1999)
- Girados en concierto - een samenwerking met Miguel Bosé (2000, live)
- Ana Torroja (2001)
- Frágil (2003)
- Esencial (2004, compilatie)
- Me Cuesta Tanto Olvidarte (2006)
- Sonrisa (2010, compilatie)
- Conexión (En Vivo) (2015, live)
- Volver (2019)

### Covers en samenwerkingen
- "A contratiempo" en "Les murs" (Franstalige versie) ("Bottomless" van Bette Midler) (1995)
- "Hold on", duet met Jason Hart (1997) (uitgebracht in 2005)
- "Si fuera tú" (1997) - Jason Hart
- "No estás" (1999) - Jason Hart
- "Media luna", duet met Deep Forest (1997)
- "Dulce pesadilla" (1999) - Jason Hart
- "Veinte mariposas" (2003)
- "Quien dice" (2003)
- "Sólo por eso" (2003)
- "Cuatro días" (2003)
- "Menos, más" (2003)
- "I wish you were here" (2003)
- "Sweet Lullaby", duet met Deep Forest (2003)
- "Duele el amor", duet met Aleks Syntek (2004)
- "Enfant de la lune", duet met Psy 4 de la Rime (2005)
- "Porque te vas", duet met Schiller (2008)
- "Hijo de la luna", duet met Raphael (2008)